# Sri Lanka na letnich igrzyskach olimpijskich
Sri Lanka wystartowała po raz pierwszy na letnich IO w 1948 roku na igrzyskach w Londynie i od tamtej pory wystartowała na wszystkich letnich igrzyskach, oprócz igrzysk w Montrealu w 1976 r. (w latach 1948-1972 reprezentacja startowała jako Cejlon).

## Klasyfikacja medalowa
| Olimpiada           | Złoto | Srebro | Brąz | Razem |
| ------------------- | ----- | ------ | ---- | ----- |
| 1948 Londyn         | 0     | 1      | 0    | 1     |
| 1952 Helsinki       | 0     | 0      | 0    | 0     |
| 1956 Melbourne      | 0     | 0      | 0    | 0     |
| 1960 Rzym           | 0     | 0      | 0    | 0     |
| 1964 Tokio          | 0     | 0      | 0    | 0     |
| 1968 Meksyk         | 0     | 0      | 0    | 0     |
| 1972 Monachium      | 0     | 0      | 0    | 0     |
| 1980 Moskwa         | 0     | 0      | 0    | 0     |
| 1984 Los Angeles    | 0     | 0      | 0    | 0     |
| 1988 Seul           | 0     | 0      | 0    | 0     |
| 1992 Barcelona      | 0     | 0      | 0    | 0     |
| 1996 Atlanta        | 0     | 0      | 0    | 0     |
| 2000 Sydney         | 0     | 1      | 0    | 1     |
| 2004 Ateny          | 0     | 0      | 0    | 0     |
| 2008 Pekin          | 0     | 0      | 0    | 0     |
| 2012 Londyn         | 0     | 0      | 0    | 0     |
| 2016 Rio de Janeiro | 0     | 0      | 0    | 0     |
| 2020 Tokio          | 0     | 0      | 0    | 0     |
| Razem               | 0     | 2      | 0    | 2     |

### Według dyscyplin
| Dyscyplina    | Złoto | Srebro | Brąz | Razem |
| ------------- | ----- | ------ | ---- | ----- |
| Lekkoatletyka | -     | 2      | -    | 2     |
| Razem         | 0     | 2      | 0    | 2     |